# Близость (фильм, 2008)
«Близость» (англ. Affinity) — драма 2008 года режиссёра Тима Файвела, снятая по одноимённому роману «Affinity» (англ.) Сары Уотерс.

## Сюжет
Действие происходит в викторианской Англии XIX века.
После смерти отца Маргарет остаётся совсем одна. С матерью, которая хочет её замужества, она не находит общего языка. Бывшая возлюбленная нашла счастье в браке с её братом. Тогда Маргарет решает стать «визитёром» — женщиной, которая посещает заключённых и общается с ними, пытаясь дать им немножко тёплого внимания и, возможно, подарить надежду.
В первый же день посещения тюрьмы Маргарет знакомится с Селиной Доус, девушкой осуждённой за убийство. Селина — медиум, она говорит Маргарет, что невиновна, что убийство совершил дух мужчины, который она вызвала и который вышел из-под контроля. Маргарет не верит этой истории, но симпатия к девушке заставляет её проводить с Селиной много времени.
Постепенно чувства завладевают Маргарет. Она доверяется Селине, которая предлагает убежать вместе с ней из Англии. Подделав подпись на векселе, Маргарет достаёт денег. Но в ночь побега Селина не приходит к ней. Раскрывается обман, и Маргарет понимает, что была лишь пешкой в чужой жестокой игре. Больше в этом мире её ничто не держит…

## В ролях
| В ролях        |  | Персонаж        |
| -------------- |  | --------------- |
| Зои Таппер     |  | Селина Доус     |
| Анна Маделей   |  | Маргарет Прайор |
| Домини Блит    |  | Мать Маргарет   |
| Аманда Пламмер |  | Мисс Ридли      |
| Мэри Джо Рэндл |  | Миссис Джелф    |
| Анна Мэсси     |  | Мисс Хаксби     |